# Kongo-Kinshasas damlandslag i volleyboll
Kongo-Kinshasas damlandslag i volleyboll  representerar Kongo-Kinshasa i volleyboll på damsidan. Laget organiseras av Fédération de Volley-Ball du Congo. De har deltagit i afrikanska mästerskapet vid flera tillfällen, men ännu utan att vinna någon medalj.